# Кравцов Борис Васильович
Бори́с Васи́льович Кравцо́в (28 грудня 1922, місто Москва) — радянський діяч, прокурор Російської РФСР, міністр юстиції СРСР. Кандидат у члени ЦК КПРС у 1986—1990 роках. Депутат Верховної Ради Російської РФСР 8—10-го скликань. Депутат Верховної Ради СРСР 11-го скликання. Станом на 23 вересня 2024 року останній з нині живих Героїв Радянського Союзу (19.03.1944), нагороджених у часи Великої Вітчизняної війни. Дійсний член Академії військово-історичних наук.

## Життєпис
Народився в родині службовця. У 1941 році закінчив 131-у середню школу міста Москви.
У червні 1941 — червні 1944 року — в Червоній армії. З серпня 1941 року служив червоноармійцем в 91-му окремому саперному батальйоні Уральського військового округу (місто Чебаркуль Челябінської області).
З вересня 1941 року — курсант військового училища. У травні 1942 року закінчив Одеське артилерійське училище, яке діяло в евакуації в місті Сухий Лог Свердловської області.
Після закінчення училища в званні лейтенанта був направлений на Південно-Західний фронт, учасник німецько-радянської війни. Служив командиром взводу топографічної розвідки 2-го дивізіону 822-го артилерійського полку 300-ї стрілецької дивізії. З липня 1942 року — командир взводу топографічної розвідки 2-го дивізіону 846-го артилерійського полку 278-ї стрілецької дивізії. Воював на Південно-Західному, Сталінградському і Донському фронтах, учасник Харківського оборонної битви в травні 1942, Сталінградської битви.
Член ВКП(б) з червня 1943 року.
З серпні 1943 року — начальник розвідки 2-го дивізіону 132-го гвардійського артилерійського полку 60-ї гвардійської стрілецької дивізії 12-ї армії 3-го Українського фронту. Брав участь у Донбаській наступальній операції, в тому числі у зайнятті міст Павлоград і Запоріжжя.
Указом Президії Верховної Ради СРСР від 19 березня 1944 року за зразкове виконання бойових завдань командування і проявлені при цьому мужність і героїзм гвардії старшому лейтенанту Борису Васильовичу Кравцову присвоєно звання Героя Радянського Союзу з врученням ордена Леніна і медалі «Золота Зірка» (№ 3636).
31 грудня 1943 року був важко поранений близьким розривом снаряда. Довго лікувався в госпіталях міст Запоріжжя, Слов'янська, Ленінакана (Вірменська РСР). У червні 1944 року капітан Борис Кравцов звільнений з армії через поранення (визнаний інвалідом 2-ї групи).
У вересні 1944 року вступив до Московського автодорожнього інституту, але незабаром був змушений залишити навчання через проблеми із здоров'ям.
У вересні 1945 — 1947 року — студент Московської юридичної школи.
У 1947—1950 роках — суддя лінійного суду Московсько-Окського басейну. З червня 1950 року — старший інспектор-ревізор відділу транспортних суден Міністерства юстиції СРСР.
У 1952 році закінчив без відриву від роботи Всесоюзний юридичний заочний інститут.
З листопада 1955 по 1956 рік — звільнений секретар партійного комітету (секретар партійного бюро) Міністерства юстиції СРСР.
У 1956 — січні 1960 року — інструктор відділу адміністративних і торгово-фінансових органів ЦК КПРС.
28 січня 1960 — січень 1971 року — 1-й заступник прокурора Російської РФСР.
У січні 1971 — квітні 1984 року — прокурор Російської РФСР.
12 квітня 1984 — 7 червня 1989 року — міністр юстиції СРСР.
З червня 1989 року — персональний пенсіонер союзного значення в місті Москві.
У 1990 році обраний членом правління Клубу Героїв Радянського Союзу, Героїв Росії і повних кавалерів ордена Слави. З 1993 року — радник з питань законності в Гільдії російських адвокатів, віцепрезидент Російської асоціації Героїв.

## Звання
- гвардії старший лейтенант
- капітан
- державний радник юстиції 3 класу (1960)
- державний радник юстиції 2 класу (1962)
- державний радник юстиції 1 класу (8.02.1971)

## Нагороди
- Герой Радянського Союзу (19.03.1944)
- орден Леніна (19.03.1944)
- орден Жовтневої Революції (27.12.1982)
- два ордени Трудового Червоного Прапора (25.10.1967, 31.08.1971)
- орден Вітчизняної війни І ст. (11.03.1985)
- орден Дружби народів (Російська Федерація) (7.04.1994)
- орден Олександра Невського (Російська Федерація) (26.12.2017)
- медаль «За оборону Сталінграда»
- медалі
- Почесна грамота президента Російської Федерації
- Подяка президента Російської Федерації (27.04.2015)
- Заслужений юрист СРСР (27.12.1972)
- Заслужений працівник прокуратури Російської Федерації (2012).
- Почесний співробітник прокуратури СРСР (14.04.1981)
- Почесний громадянин міста Каменськ-Шахтинський Ростовської області
- Почесний громадянин міста Дербент Республіки Дагестан